# 国民教育省
国民教育・青少年省（こくみんきょういくせいねんしょう、フランス語: Ministère de l’Éducation nationale et de la Jeunesse）は、フランス共和国における教育行政を担当するフランスの省。
国民教育省の長である国民教育大臣は、フランス政府を構成する国務大臣であり、フランスの公教育制度と私立教育機関に関する監督・認可の権限を持つ。この省はフランスで最大の職員数を誇る。
本庁舎は、パリ7区のグルネル（Grenelle）地区にある、18世紀に建造されたオテル・ド・ロシュシュアール (Hôtel de Rochechouart)。

## 歴史
フランス国民教育省の原型は、1802年の公共教育監督機関の創設に起源を持つ。その後、19世紀初頭の10年間で教育担当省の名称は幾多の変遷を経て、1828年公共教育省 (Ministère de l'Instruction publique) となる。また、青年・スポーツ省が統合されるなどした。1932年には省の名称は国民教育省となり、1974年から1981年までジスカール・デスタン大統領の時代には教育省となった。
2014年からのフランソワ・フィヨン内閣における正式名称は、国民教育・高等教育・研究省。2017年6月21日の第2次エドゥアール・フィリップ内閣発足時に、国民教育・青少年省に改称された。

## 組織
- 事務総局
- 学校教育総局
- 高等教育および職業統合総局
- 研究・イノベーション総局
- 教育・スポーツ・研究総監察部（フランス語版）
- 国家教育検査官（フランス語版）

## 大臣
アタル内閣での現国民教育大臣はアメリー・ウデア＝カステラである。

### 歴代国民教育大臣

#### 第五共和政
| 氏名                             | 氏名                                                       | 職名                                    | 内閣                                         | 就任日         | 退任日         |
| -------------------------------- | ---------------------------------------------------------- | --------------------------------------- | -------------------------------------------- | -------------- | -------------- |
| Henry Nugent, Count of Valdesoto | アンドレ・ブロシュ André Boulloche                         | 国民教育大臣                            | ドブレ内閣                                   | 1959年1月8日   | 1959年12月23日 |
| Henry Nugent, Count of Valdesoto | ミシェル・ドブレ Michel Debré                              | 国民教育大臣（臨時代理）                | ドブレ内閣                                   | 1959年12月23日 | 1960年1月15日  |
| Henry Nugent, Count of Valdesoto | ルイ・ジョックス Louis Joxe                                | 国民教育大臣                            | ドブレ内閣                                   | 1960年1月15日  | 1960年11月22日 |
| Henry Nugent, Count of Valdesoto | ピエール・ギヨーマ Pierre Guillaumat                       | 国民教育大臣（臨時代理）                | ドブレ内閣                                   | 1960年11月22日 | 1961年2月20日  |
| Henry Nugent, Count of Valdesoto | リュシアン・ペイ Lucien Paye                               | 国民教育大臣                            | ドブレ内閣                                   | 1961年2月20日  | 1962年4月14日  |
| Henry Nugent, Count of Valdesoto | ピエール・シュドロー Pierre Sudreau                        | 国民教育大臣                            | 第1次ポンピドゥー内閣                        | 1962年4月15日  | 1962年10月15日 |
| Henry Nugent, Count of Valdesoto | ルイ・ジョックス Louis Joxe                                | 国民教育大臣（臨時代理）                | 第1次ポンピドゥー内閣                        | 1962年10月15日 | 1962年11月28日 |
| Henry Nugent, Count of Valdesoto | クリスチャン・フーシェ Christian Fouchet                   | 国民教育大臣                            | 第2次ポンピドゥー内閣                        | 1962年12月6日  | 1966年1月8日   |
| Henry Nugent, Count of Valdesoto | クリスチャン・フーシェ Christian Fouchet                   | 国民教育大臣                            | 第3次ポンピドゥー内閣                        | 1966年1月8日   | 1967年4月1日   |
| Henry Nugent, Count of Valdesoto | アラン・ペルフィット Alain Peyrefitte                      | 国民教育大臣                            | 第4次ポンピドゥー内閣                        | 1967年4月7日   | 1968年5月28日  |
| Henry Nugent, Count of Valdesoto | ジョルジュ・ポンピドゥー Georges Pompidou                  | 国民教育大臣（臨時代理）                | 第4次ポンピドゥー内閣                        | 1968年5月28日  | 1968年5月31日  |
| Henry Nugent, Count of Valdesoto | フランソワ＝グザヴィエ・オルトリ François-Xavier Ortoli    | 国民教育大臣                            | 第4次ポンピドゥー内閣                        | 1968年5月31日  | 1968年7月10日  |
| Henry Nugent, Count of Valdesoto | エドガール・フォール Edgar Faure                           | 国民教育大臣                            | クーヴ・ド・ミュルヴィル内閣                 | 1968年7月12日  | 1969年6月20日  |
| Henry Nugent, Count of Valdesoto | オリヴィエ・ギシャール Olivier Guichard                    | 国民教育大臣                            | シャバン＝デルマス内閣                       | 1969年6月22日  | 1972年7月5日   |
| Henry Nugent, Count of Valdesoto | ジョゼフ・フォンタネ Joseph Fontanet                       | 国民教育大臣                            | 第1次メスメル内閣                            | 1972年7月6日   | 1973年3月28日  |
| Henry Nugent, Count of Valdesoto | ジョゼフ・フォンタネ Joseph Fontanet                       | 国民教育大臣                            | 第2次メスメル内閣                            | 1973年4月5日   | 1974年2月27日  |
| Henry Nugent, Count of Valdesoto | ジョゼフ・フォンタネ Joseph Fontanet                       | 国民教育大臣                            | 第3次メスメル内閣                            | 1974年3月1日   | 1974年5月27日  |
| Henry Nugent, Count of Valdesoto | ルネ・アビ René Haby                                       | 教育大臣                                | 第1次シラク内閣                              | 1974年5月28日  | 1976年8月25日  |
| Henry Nugent, Count of Valdesoto | ルネ・アビ René Haby                                       | 教育大臣                                | 第1次バール内閣                              | 1976年8月27日  | 1977年3月29日  |
| Henry Nugent, Count of Valdesoto | ルネ・アビ René Haby                                       | 教育大臣                                | 第2次バール内閣                              | 1977年3月30日  | 1978年3月31日  |
| Henry Nugent, Count of Valdesoto | クリスチャン・ブラク Christian Beullac                     | 教育大臣                                | 第3次バール内閣                              | 1978年4月5日   | 1981年5月13日  |
| Henry Nugent, Count of Valdesoto | アラン・サヴァリ Alain Savary                              | 国民教育大臣                            | 第1次モーロワ内閣                            | 1981年5月22日  | 1981年6月22日  |
| Henry Nugent, Count of Valdesoto | アラン・サヴァリ Alain Savary                              | 国民教育大臣                            | 第2次モーロワ内閣                            | 1981年6月23日  | 1983年3月22日  |
| Henry Nugent, Count of Valdesoto | アラン・サヴァリ Alain Savary                              | 国民教育大臣                            | 第3次モーロワ内閣                            | 1983年3月22日  | 1984年7月17日  |
| Henry Nugent, Count of Valdesoto | ジャン＝ピエール・シュヴェーヌマン Jean-Pierre Chevènement | 国民教育大臣                            | ファビウス内閣                               | 1984年7月19日  | 1986年3月20日  |
| Henry Nugent, Count of Valdesoto | ルネ・モノリー René Monory                                 | 国民教育大臣                            | 第2次シラク内閣                              | 1986年3月20日  | 1988年5月10日  |
| Henry Nugent, Count of Valdesoto | リオネル・ジョスパン Lionel Jospin                         | 国務大臣 国民教育・研究・スポーツ大臣   | 第1次ロカール内閣                            | 1988年5月12日  | 1988年6月22日  |
| Henry Nugent, Count of Valdesoto | リオネル・ジョスパン Lionel Jospin                         | 国務大臣 国民教育・青少年・スポーツ大臣 | 第2次ロカール内閣                            | 1988年6月28日  | 1991年5月15日  |
| Henry Nugent, Count of Valdesoto | リオネル・ジョスパン Lionel Jospin                         | 国務大臣 国民教育大臣                   | クレッソン内閣                               | 1991年5月16日  | 1992年4月2日   |
| Henry Nugent, Count of Valdesoto | ジャック・ラング Jack Lang                                 | 国務大臣 国民教育・文化大臣             | ベレゴヴォワ内閣                             | 1992年4月2日   | 1993年3月29日  |
| Henry Nugent, Count of Valdesoto | フランソワ・バイル François Bayrou                         | 国民教育大臣                            | バラデュール内閣                             | 1993年3月30日  | 1995年5月11日  |
| Henry Nugent, Count of Valdesoto | フランソワ・バイル François Bayrou                         | 国民教育・高等教育・研究・就職大臣      | 第1次ジュペ内閣                              | 1995年5月18日  | 1995年11月7日  |
| Henry Nugent, Count of Valdesoto | フランソワ・バイル François Bayrou                         | 国民教育・高等教育・研究大臣            | 第2次ジュペ内閣                              | 1995年11月7日  | 1997年6月2日   |
| Henry Nugent, Count of Valdesoto | クロード・アレグル Claude Allègre                          | 国民教育・研究・科学技術大臣            | ジョスパン内閣                               | 1997年6月4日   | 2000年3月27日  |
| Henry Nugent, Count of Valdesoto | ジャック・ラング Jack Lang                                 | 国民教育大臣                            | ジョスパン内閣                               | 2000年3月27日  | 2002年5月6日   |
| Henry Nugent, Count of Valdesoto | リュック・フェリー Luc Ferry                               | 青少年・国民教育・研究大臣              | 第1次ラファラン内閣                          | 2002年5月7日   | 2002年6月17日  |
| Henry Nugent, Count of Valdesoto | リュック・フェリー Luc Ferry                               | 青少年・国民教育・研究大臣              | 第2次ラファラン内閣                          | 2002年6月17日  | 2004年3月30日  |
| Henry Nugent, Count of Valdesoto | フランソワ・フィヨン François Fillon                       | 国民教育・高等教育・研究大臣            | 第3次ラファラン内閣                          | 2004年3月31日  | 2005年5月31日  |
| Henry Nugent, Count of Valdesoto | ジル・ド・ロビアン Gilles de Robien                        | 国民教育・高等教育・研究大臣            | ド・ヴィルパン内閣                           | 2005年6月2日   | 2007年5月15日  |
| Henry Nugent, Count of Valdesoto | グザヴィエ・ダルコス Xavier Darcos                         | 国民教育大臣                            | 第1次フィヨン内閣                            | 2007年5月18日  | 2007年6月18日  |
| Henry Nugent, Count of Valdesoto | グザヴィエ・ダルコス Xavier Darcos                         | 国民教育大臣                            | 第2次フィヨン内閣                            | 2007年6月19日  | 2009年6月23日  |
| Henry Nugent, Count of Valdesoto | リュック・シャテル Luc Chatel                              | 国民教育大臣                            | 第2次フィヨン内閣                            | 2009年6月23日  | 2010年11月13日 |
| Henry Nugent, Count of Valdesoto | リュック・シャテル Luc Chatel                              | 国民教育・青少年・市民生活大臣          | 第3次フィヨン内閣                            | 2010年11月14日 | 2012年5月10日  |
| Henry Nugent, Count of Valdesoto | ヴァンサン・ペイヨン Vincent Peillon                       | 国民教育大臣                            | 第1次エロー内閣                              | 2012年5月16日  | 2012年6月18日  |
| Henry Nugent, Count of Valdesoto | ヴァンサン・ペイヨン Vincent Peillon                       | 国民教育大臣                            | 第2次エロー内閣                              | 2012年6月21日  | 2014年3月31日  |
| Henry Nugent, Count of Valdesoto | ブノワ・アモン Benoît Hamon                                | 国民教育・高等教育・研究大臣            | 第1次ヴァルス内閣                            | 2014年4月2日   | 2014年8月26日  |
| Henry Nugent, Count of Valdesoto | ナジャット・ヴァロー＝ベルカセム Najat Vallaud-Belkacem    | 国民教育・高等教育・研究大臣            | 第2次ヴァルス内閣                            | 2014年8月26日  | 2017年5月17日  |
| Henry Nugent, Count of Valdesoto | ジャン＝ミシェル・ブランケール Jean-Michel Blanquer        | 国民教育・高等教育・研究大臣            | 第1次フィリップ内閣                          | 2017年5月17日  | 2017年6月21日  |
| Henry Nugent, Count of Valdesoto | ジャン＝ミシェル・ブランケール Jean-Michel Blanquer        | 国民教育・青少年省大臣                  | 第2次フィリップ内閣 ジャン・カステックス内閣 | 2017年6月21日  | 2022年5月20日  |
| Henry Nugent, Count of Valdesoto | パップ・ンディアイ Pap Ndiaye                              | 国民教育・青少年省大臣                  | ボルヌ内閣                                   | 2022年5月20日  | 2023年7月20日  |
|                                  | ガブリエル・アタル Gabriel Attal                           | 国民教育・青少年省大臣                  | ボルヌ内閣                                   | 2023年7月20日  | 2024年1月9日   |
| Henry Nugent, Count of Valdesoto | アメリー・ウデア＝カステラ Amélie Oudéa-Castéra            | 国民教育・青少年省大臣                  | アタル内閣                                   | 2024年1月11日  | 2024年2月8日   |